# 660
Évszázadok: 6. század – 7. század – 8. század
Évtizedek: 610-es évek – 620-as évek – 630-as évek – 640-es évek – 650-es évek – 660-as évek – 670-es évek – 680-as évek – 690-es évek – 700-as évek – 720-as évek
Évek: 655 – 656 – 657 – 658 –  659 – 660 – 661 – 662 – 663 – 664 – 665

## Események

### Európa
- II. Kónsztasz bizánci császár attól tart, hogy öccse, Theodosziosz a trónjára tör, ezért meggyilkoltatja. Konstantinápoly népe meggyűlöli, ezért úgy dönt, hogy udvarát áthelyezi a szicíliai Siracusába.
- Először említik Karantánia szláv fejedelemséget, amely Szamo törzsszövetségének széthullása után vált önállóvá.
- Felix toulouse-i főnemes a Frank Birodalom délnyugati felén megalapítja az Aquitániai és Vaszkóniai (Baszk) hercegségeket.
- II. Sigeberht essexi királyt két öccse, Swithelm and Swithfrith meggyilkolja, mert állítólag túl elnéző volt a keresztényekkel szemben. A trónt Swithelm foglalja el.
- Meghal Conall Crandomna, a kelet-skóciai Dál Riata királya. Utóda unokaöccse, Domangart mac Domnaill.

### Arab Kalifátus
- Az első muszlim belháborúban Muávija hadvezére, Buszr ibn Abí Artát 2600 harcossal meghódítja a Hidzsázt (közte Mekkát és Medinát) és vérfürdőket rendezve megfélemlíti a jemenieket.

### Távol-Kelet
- Koreában Mujol sillai király kínai szövetségben megtámadja Pekcse királyságát. A meglepetésszerű támadásban döntő győzelmet aratnak a pekcseiek fölött, elfoglalják a fővárost és és az elfogott Idzsa királyt Kínába küldik. Silla annektálja Pekcsét, a nemesség egy része Japánba menekül.
- A 32 éves Kao-cung kínai császár megbetegszik, feje állandóan fáj, szédül, látása megromlik; ez az állapot két évtizeddel későbbi haláláig fennmarad. A kormányzásban egyre inkább feleségére, Vu császárnéra támaszkodik.
- Japánban Nakano Óe koronaherceg vízórát készít, amely azután 800 éven át működőképes marad.

## Születések
- Genmei, japán császárnő
- Salzburgi Szent Rupert, püspök, hittérítő

## Halálozások
- Szent Eligius, frank aranyműves és püspök
- Conall Crandomna, Dal Riáta királya
- II. Sigeberht, essexi király

## Fordítás
- Ez a szócikk részben vagy egészben  a(z)   660 című angol Wikipédia-szócikk ezen változatának fordításán alapul.  Az eredeti cikk szerkesztőit annak laptörténete sorolja fel. Ez a jelzés csupán a megfogalmazás eredetét és a szerzői jogokat jelzi, nem szolgál a cikkben szereplő információk forrásmegjelöléseként.